# Edwin Roberts
Pour les articles homonymes, voir Roberts.
Edwin Roberts (né le 12 août 1941 à Port-d'Espagne) est un athlète trinidadien spécialiste du 200 mètres.

## Carrière
Troisième des Jeux d'Amérique centrale et des Caraïbes en 1962, Edwin Roberts décroche deux médailles de bronze lors des Jeux olympiques de 1964. Il termine troisième du 200 mètres derrière les Américains Henry Carr et Paul Drayton, puis troisième de l'épreuve du relais 4 × 400 mètres aux côtés de Edwin Skinner, Kent Bernard et Wendell Mottley.
En 1966, lors des Jeux d'Amérique centrale et des Caraïbes de San Juan, le Trinidadien remporte le titre du 200 m dans le temps de 20 s 8, et se classe par ailleurs deuxième du 100 mètres, derrière le Cubain Enrique Figuerola. Il participe aux Jeux olympiques de 1968 à Mexico et se classe quatrième du 200 m et sixième du relais 4 × 400 m.
Il remporte par ailleurs deux médailles lors des Jeux de l'Empire britannique et du Commonwealth de 1966 : l'argent sur 220 yards et l'or sur 4 × 440 yards. Quatre ans plus tard, lors des Jeux du Commonwealth britannique de 1970, il obtient l'argent sur 200 mètres et sur 4 × 400 m. 
Edwin Roberts se classe troisième des Jeux panaméricains de 1971 et participe par ailleurs aux Jeux olympiques de 1972 où il atteint une nouvelle fois la finale du relais 4 × 400 m (8e place). 

### Palmarès
| Date | Compétition                                             | Lieu     | Résultat | Epreuve       |
| ---- | ------------------------------------------------------- | -------- | -------- | ------------- |
| 1962 | Jeux d'Amérique centrale et des Caraïbes                | Kingston | 3e       | 200 m         |
| 1964 | Jeux olympiques                                         | Tokyo    | 3e       | 200 m         |
| 1964 | Jeux olympiques                                         | Tokyo    | 3e       | 4 × 400 m     |
| 1966 | Jeux d'Amérique centrale et des Caraïbes                | San Juan | 2e       | 100 m         |
| 1966 | Jeux d'Amérique centrale et des Caraïbes                | San Juan | 1er      | 200 m         |
| 1966 | Jeux de l'Empire britannique et du Commonwealth de 1966 | Kingston | 2e       | 220 yards     |
| 1966 | Jeux de l'Empire britannique et du Commonwealth de 1966 | Kingston | 1er      | 4 × 440 yards |
| 1968 | Jeux olympiques                                         | Mexico   | 4e       | 200 m         |
| 1968 | Jeux olympiques                                         | Mexico   | 6e       | 4 × 400 m     |

### Records
| Épreuve | Performance | Lieu | Date |
| ------- | ----------- | ---- | ---- |
| 100 m   | 10 s 1      |      | 1969 |
| 200 m   | 20 s 34     |      | 1968 |